# Hinterland
A Hinterland című tévésorozat eredetileg walesi nyelven készült (Y Gwyll) 2013-ban, elsősorban a klasszikus noir krimi műfajába tartozik, de mondják misztikusnak és drámának is. A walesi S4C televíziós csatornán játszották, ami a 4. legrégebbi csatorna a BBC One, ITV és BBC Two után. Összesen 3 évad készült belőle, a játékidő részenként átlagosan 95 perc. A sorozat Magyarországon a Netflixen megtekinthető, de csak az angol nyelvű változatban.
A főhőst, Tom Mathias (Richard Harrington) nyomozót áthelyezik Walesbe. A terep szokatlan számára, ugyanis nem ismeri az itteni nyelvet, sem a kultúrát. A hely hangulata szinte tökéletesen passzol főszereplőnk lelki állapotához: komor, szürke. Folynak a nyomozások, a bűntények felderítése, ezt minden évadban máshogy mutatják be, eleinte még egy bűntény egy rész alatt játszódik, az ezt követő két évadban viszont az eseményszálak összefonódnak részenként.
A sorozat Ann Cleeves novelláin alapszik.

## Gyártás
A sorozatot 2013-ban mutatták be. A rendezője Rhodri Talfan Davies, aki azért készítette a Hinterlandet, mert szeretett volna többet megmutatni a walesi nyelvből és kultúrából a BBC csatornákon is. Az elkészítése 4,2 millió font volt, amiből a készítők 215 000 fontot kaptak. A sorozatot 124 napig forgatták Walesben, 2013-ban.
Minden rész kétszer van felvéve: egyszer walesiül, egyszer pedig angolul. A walesi verziót 2013 októberében mutatták be az S4C-n.

## Szereplők
| Főszereplők        |             |              |
| Richard Harrington | nyomozó     | Tom Mathias  |
| Mali Harries       | felügyelő   | Mared Rhys   |
| Alex Harries       | rendőr      | Lloyd Ellis  |
| HannahDaniel       | őrmester    | Sian Owen    |
| AneirinHughes      | főfelügyelő | BrianProsser |

| Mellékszereplők    |             |
| GeraintMorgan      | Iwan Thomas |
| SianReese-Williams | Manon       |
| AnamariaMarinca    | Meg Mathias |

## Epizódok

### 1. évad
1. „Az Ördög hídja” – 1. rész
Mathias nyomozót az első napján kihívják egy bűntényhez, egy csendes elhagyatott házhoz. A házban kutatva felfedezi a vérbe borult fürdőszobát, azonban a ház tulajdonosának, Helen Jenkinsnek semmi nyoma. Elkezdenek utána kutatni segédjével. Amikor megtudják, hogy egy gyermekotthonban dolgozott, ellátogatnak oda. A nyomozó holtan, vízbe fulladva találja Helen Jenkinst, akit a közeli patakba dobtak egy hídról, az „Ördög hídjáról”.
2. „Az Ördög hídja” – 2. rész
Mathias a ház régi lakóit kezdi el megfigyelni, akik illegális dolgokat csinálnak. Az ügy egyre bonyolultabbá válik, amikor Mathias felfedezi, hogy egy régi lakó, aki gyerekkorában egy traumát élt át, kulcsfontosságú személlyé válhat a nyomozásban.
3. „Esti zene” – 1.rész
Mathias Idris Williams esetét vizsgálja, akit brutálisan meggyilkoltak az Aberystwyth hegységbéli házában. Néhány kulcsfontosságú dolog (egy kamera és egy kép) eltűnéséből arra következtetnek, hogy amikor Idris a természetben fotózott, valami olyat sikerült lencsevégre kapnia, amit nem kellett volna, hogy lásson.
4. „Esti zene” – 2. rész
A nyomozás előre haladtával egyre több gyanúsítottat találnak, sok minden segíti munkájukat a valódi gyilkos leleplezésében. Azonban időközben elrabolják a második áldozatot is, így nyomozónk rájön, hogy egyre kevesebb ideje maradt, hogy élve találja meg.
5. „Penwyllt” – 1.rész
A nyomozás Penwyllt-ben játszódik, ahol egy férfi holttestét találják meg egy bányató mélyén. A jelek és a vizsgálatok szerint már azelőtt megfulladt, mielőtt a tóba dobták volna. Mathias rájön, hogy van valaki, aki segíthet neki a nyomozásban, az elhunyt férfi egyik ismerőse, akivel néhány éve összetűzésbe keveredtek.
6. „Penwyllt” – 2. rész
Megtalálják a második áldozat holttestét, egy garázsban. Az ásatás során felfedezik, hogy Reynolds hol vesztette életét, és a gyilkos személyére is fény derül.
7. „A lány a vízben” – 1. rész
Egy piros ruhás fiatal lány testét találják meg a mocsarakban. Mathias először az ex-barátra gyanakszik, akit a lány apja megfenyegetett még a lány halála előtt, és az alibije sem volt tiszta. Az áldozat viszonyt folytatott egyetemi tanárával, aki véget akart vetni kapcsolatuknak, a gyilkosság éjjelén. A nyomozó kikérdezi a gyászoló anyát, és rájön, hogy egy fontos személyről elfeledkezett, az apáról. Amikor Mathias elkezd nyomozni az apa múltja után, a főfelügyelő nem teljesen ért vele egyet.
8. „A lány a vízben” – 2. rész
Amikor Mathias rájön a következő gyilkossági tervre, eltökélten, mindent félretéve igyekszik megoldani az ügyet, azonban ez nagyon megterheli mind szakmailag mind szellemileg.

### 2. évad
1. „Az éjszaka közepén” – 1. rész
Véres kézzel és a jövő bizonytalan látomásával Mathias nyomozónak muszáj visszatérnie a munkájához egy újabb bűntény után. Mi lesz az az ügy, ami a nyomozót újra magába szippantja?
1/2. „Az éjszaka közepén” – 2. rész
Prosser minden oldalról szemmel tartja Mathiast, így kénytelen „bűvészkedni” a jelenlegi nyomozással, hogy visszaszerezze jó hírnevét.
2. „Ceredigion” – 1. rész
Mathias feleségének, Megnek a megjelenése teljesen felforgatja a férfi életét, miközben a nyomozás majdnem befejeződik. Azonban amikor egy lelőtt buszsofőrt találnak egy elhagyatott hegyvidéki helyen, a nyomozás más irányt vesz.
3. „Ceredigion” – 2. rész
A csapat már kiválasztott egy gyanúsítottat kikérdezésre, de Mathias szerint nem ő a gyilkos. Jelenlegi szellemi állapotában a nyomozót lenyűgözi az ex-katona, John Bell életmódja. Ugyanakkor azt sem hagyhatjuk ki a történetből, hogy Mathias nem tudja a végletekig kerülni Meget, a feleségét.
4. „Nant Gwrtheyrn meséje” – 1. rész
A helyi méltóság és ügyvéd meggyilkolása a veszteség, szerelem, bizalmatlanság és gyanú együttes története. Miért volt Nora és Daniel olyan magányos? Mi az a dolog, amit Mathias felfedez a kertben?
5. „Nant Gwrtheyrn meséje” – 2. rész
Az idő telik, az óra ketyeg, de Mathis tudja, hogy a kapcsolat Branwen és Daniel között kulcsfontosságú lehet, és akár az igazságot is magában hordozhatja.
6. „Sötét folyó” – 1. rész
A tóban talált test felfedezése egy kis vidéki iskola tanárára vezethető vissza. Gwilym titkol valamit, de mit? Ki az a Ben? Ki az a bizonyos titokzatos lány, aki Mathias elől bujkál? És mégis miért bujkál előle?
7. „Sötét folyó” – 2. rész
Greta még életben van? Túl sok a titok… Mathiasnak és csapatának mindenre rá kell jönnie, még mielőtt túl késő lesz.
8. „A lelkek hangja” – 1. rész
Egy elégetett test belekeveri a csapatot egy hosszú évek óta húzódó családi viszály közepébe és egy 13 évvel ezelőtt meggyilkolt anya esetébe. Mathias úgy gondolja, ebben az esetben van a válasz, ezért elkezd a múltban áskálódni, amit Prosser nem néz jó szemmel.
9. „A lelkek hangja” – 2. rész
Rájön Mathias az igazságra még az útjába állni készülő ember előtt?

### 3. Évad
1. „Utóhatás” – 1.rész
A helyi minisztert meggyilkolják Aberystwyth falujában, Mathias és csapata rögtön nyomozásba kezdenek. Owen őrmester Ivan Thomast tartja gyanúsítottnak, Prosser főfelügyelő azonban Mathias mellett áll.
2. „Utóhatás” – 2. rész
Amikor a miniszter gyilkosát megtalálják, Rhynek és Mathiasnak szembe kell szállniuk azzal, hogy az igazság szétszakíthatja a családjukat. Mathias Iwan Thomas keresésére indul, miközben a keresett személy Prosserrel találkozik.
3. „Az orvvadász felfedezése” – 1 rész
Iwan Thomas eltűnése után Prosser úgy dönt, hogy távol tartja magát az ügytől, Mathiasra gyanakszik. Az erdőben meggyilkolt személy története Mathiast és csapatát elvezeti egy helyi művészhez, Lewis John-hoz, aki addig gyanúsított marad, amíg nem tisztázza az alibijét arra az estére. Owen vizsgálja a Mathias elleni támadást, közben bejelentik, hogy megtalálták Iwan Thomas autóját. Iwan holttestét az ördög hídjánál találják meg.
4. „Az orvvadász felfedezése” – 2. rész
Prosser bevon egy független nyomozót Iwan Thomas halálának ügyébe. Owent beveszik a nyomozócsoportba, aki rögtön Mathiast gyanúsítja. Napvilágra kerül a tény, miszerint Mathias is kereste Iwant halála estéjén. Laura Dean gyilkosának személyére végre fény derülhet, aki a gyanúk szerint nem lehet más, mint barátja Ifan.
5. „Mindkét hordó” – 1. rész
Egy benzinkútnál történő lövöldözés vezeti nyomra a csapatot, annak az embernek a nyomára, aki később Mathias fiának elrablását tervezi. Powell egyre közelebb áll Iwan Thomas ügyének megoldásához. Thomas unokatestvérétől kap egy iratot, ami azt bizonyítja, hogy Prossernek köze volt egy gyermekbántalmazási ügyhöz. Miközben Mathias egyedül vizsgálja a ház környékét, találkozik a felfegyverzett gyanúsítottakkal.
6. „Mindkét hordó” – 2. rész
Mathiast fogva tartják a házban. Próbál alkut kötni, hogy elengedjék. Amint elterjed a hír, hogy a nyomozó eltűnt, Mared komoly veszélyt sejt, és ezért nyomozást szervez. Miközben Mathias próbálja meggyőzni fogvatartóját, Llew-t, hogy adja fel magát és ne kövessen el több gonosz dolgot, a többiek a titkos dossziéval foglalatoskodnak, és Iwan Thomas múltjában készülnek kutakodni.
7. „Visszatérés Pontarfynachba” – 1. rész
Caitrin John öngyilkossága egy meglepő új dolgot mutat Mathiasnak Iwan Thomas gyanús halálának ügyében. Powell lezárta az ügyet, ezért Mathias és Mared magánnyomozásba kezdenek. Egy 1994-ben eltűnt orvos esete közelebb viheti őket a végső megoldáshoz, azonban Prosser retteg ettől, ezért megpróbálja megakadályozni Mathiast.
8. „Visszatérés Pontarfynachba” – 2. rész
Prosser szembeszáll Owennel és követeli, hogy vallja be az igazságot arról, ami Hugh Vaughannal történt eltűnése éjjelén, ám az indulatok egyre fokozódnak, és Prosser nem bírja tovább, végez – már második – áldozatával. Kiderül, hogy Prosser volt az utolsó személy, aki találkozott Iwan Thomassal halála előtt. Mathias letartóztatja Prossert, az ügy pedig lassan megoldódik.

## Nemzetközi műsorszolgáltatók
- Belgium: VRT
- Dánia: DR
- Finnország: YLE
- Oroszország: Das Erste
- Norvégia: NRK
- Lengyelország: Ale Kino+
- Szlovénia: RTVSLO
- Svédország: SVT
- Hollandia: KRO
- Egyesült Királyság: BBC four
- Franciaország: Netflix
- Írország: TG4